# إيميل دوبوا ريموند
إيميل دوبوا ريموند (7 نوفمبر 1818-26 ديسمبر 1896)، طبيب وفيزيولوجي ألماني، شارك في اكتشاف جهد فعل الأعصاب، وطوّر الفيزيولوجيا الكهربائية التجريبية.

## حياته
ولد دوبوا ريموند في برلين وقضى حياته العملية فيها. كان أحد أخوته الأصغر سنًا، بول دوبوا ريموند (1831-1889)، عالم رياضيات. كان والده من نوشاتيل، ووالدته من برلين من أصل هوغونوتيونيّ.
تلقى دوبوا ريموند تعليمه بدايةً في الكلية الفرنسية في برلين، والتحق بجامعة برلين عام 1838. يبدو أنه كان مترددًا في البداية حول موضوع دراساته، إذ كان طالبًا من طلاب المؤرخ الكنسي الشهير أغسطس نيندر، ومال إلى الجيولوجيا والفيزياء، لكنه بدأ بدراسة الطب أخيرًا بحماس ونجاح للفت انتباه يوهانس بيتر مولر (1801-1858)، وهو أستاذ مشهور في علم التشريح وعلم وظائف الأعضاء.

كانت دراسات مولر المبكرة فيزيولوجية بوضوح، لكن تفضيلاته دفعته لاحقًا إلى دراسة علم التشريح المقارن. نشر في الوقت الذي جاء فيه الشاب دوبوا ريموند إلى محاضراته، كتابه بعنوان عناصر علم وظائف الأعضاء، والذي ورد فيه البيان التالي:
«على الرغم من أن شيئًا ما في ظواهر الكائنات الحية يبدو غير قابل للتفسير بالقوانين الميكانيكية أو الفيزيائية أو الكيميائية العادية، يمكن لهذه القوانين أن تفسر الكثير، ونستطيع أن نتوسع في هذه التفسيرات إلى أقصى حد ممكن دون خوف ما دمنا محافظين على أساس ثابت من المراقبة والتجربة».
خلال عام 1840، عين مولر دوبوا ريموند مساعدًا له في علم وظائف الأعضاء، وكبداية للبحث قدم له نسخة من المقال الذي نشره الإيطالي كارلو ماتوتشي عن الظواهر الكهربائية في الحيوانات. حدد هذا البحث عمل دوبوا ريموند الحياتيّ. اختار السمك الرعاش موضوعًا لأطروحة تخرجه، وبدأ بذلك سلسلة طويلة من الدراسات حول الكهرباء الحيوية. نُشرت نتائج هذه الأبحاث جزئيًا في الصحف المرتبطة بالمجلات العلمية، واشتهر أيضًا بعمله بعنوان أبحاث في كهرباء الحيوان، الذي نُشر الجزء الأول منه عام 1848، والأخير عام 1884.
فيما يتعلق بآرائه الدينية، كان دوبوا ريموند ملحدًا أو لاأدريًا في أفضل الأحوال.